# Čifáre
Čifáre (Hongaars: Csiffár) is een Slowaakse gemeente in de regio Nitra, en maakt deel uit van het district Nitra.
Čifáre telt 626 inwoners.
De gemeente was tot na de tweede wereldoorlog vrijwel geheel Hongaarstalig. Tegenwoordig vormen de Hongaren een belangrijke minderheid.